# История Восточного Тимора
История Восточного Тимора началась с появления на острове австралоидов и меланезийцев.
Первые аборигены острова обитали в пещере Джерималай примерно 60—50 тыс. лет назад. С 38 тыс. л. н. до 17 тыс. л. н. пещера Джерималай была необитаемой, что скорее всего связано с понижением уровня моря.

## Португальский Тимор
Остров был открыт португальцами в 1514 году и колонизирован ими в середине XVI века. Договор 1859 года разделил Тимор между Голландией и Португалией, португальцам досталась восточная часть острова. Во время Второй мировой войны остров был оккупирован Японией (с 1942 по 1945 гг), после войны власть Португалии была восстановлена.
Тимор оставался португальской колонией до 1974 года и представлял собой наименее развитое владение самой отсталой из колониальных держав. В этом же году в Лиссабоне был низложен диктатор Марселу Каэтану. Новое правительство проводило политику деколонизации и предложило колониям независимость.
Основу экономики составляло сельское хозяйство, которое велось примитивными методами и не обеспечивало продовольственные потребности колонии. Развивалось производство экспортных культур — кофе, каучука и копры. Около 32 % бюджета шло на военные цели (содержание 7 тысяч солдат колониальных войск), на образование расходовалось 9 %, на социальное обеспечение — 4 %. Доля неграмотных превышала 90 %.

## Первое провозглашение независимости
После революции 25 апреля 1974 в Португалии начался процесс деколонизации португальских владений, коснувшийся и Восточного Тимора. Образовались несколько политических партий, крупнейшими из которых были
- УДТ (Тиморский демократический союз, лидеры — Мариу Каррашсалан, Франсишку Шавьер Лопеш да Круш) — выступал за сохранение территории в составе Португалии в качестве заморской провинции либо на федеративной основе,
- АПОДЕТИ (Тиморская народная демократическая ассоциация, лидеры — Арналду душ Рейш Араужо, Абилиу Жозе Озориу Суареш) — добивалась присоединения территории к Индонезии,
- ФРЕТИЛИН (Революционный фронт за независимость Восточного Тимора, лидеры — Франсишку Шавьер ду Амарал, Николау Лобату, Жозе Рамуш-Орта) — требовал немедленной независимости.

Образовалось ещё несколько мелких партий. Переговоры между португальскими властями и политическими партиями о путях деколонизации территории зашли в тупик, а затем и прекратились из-за вооружённой конфронтации в колонии.
В 1975 г. Португалия оставила Восточный Тимор в надежде на то, что здесь будет сформировано правительство и парламент. В Тиморе образовались политические партии, разделившиеся на две коалиции. Демократический союз Тимора (УДТ) ратовал за установление тесных связей с Индонезией. Этой коалиции противостоял Революционный фронт за независимость Восточного Тимора (ФРЕТИЛИН). Судьба страны зависела не от них, а от Сухарто, президента Индонезии.
В ночь на 11 августа 1975 УДТ при поддержке местной полиции совершил переворот, были арестованы и казнены некоторые из лидеров и активистов ФРЕТИЛИН. ФРЕТИЛИН, в свою очередь, опираясь на тиморцев-солдат колониальных войск установил контроль над территорией, а 28 ноября 1975 года в одностороннем порядке провозгласил независимость НДРВТ (Народно-Демократическая Республика Восточный Тимор). 30 ноября лидеры АПОДЕТИ, УДТ и ещё двух мелких партий, находившиеся на оккупированной Индонезией части Восточного Тимора, выпустили совместную декларацию о присоединении территории к Индонезии.

## Индонезийская оккупация

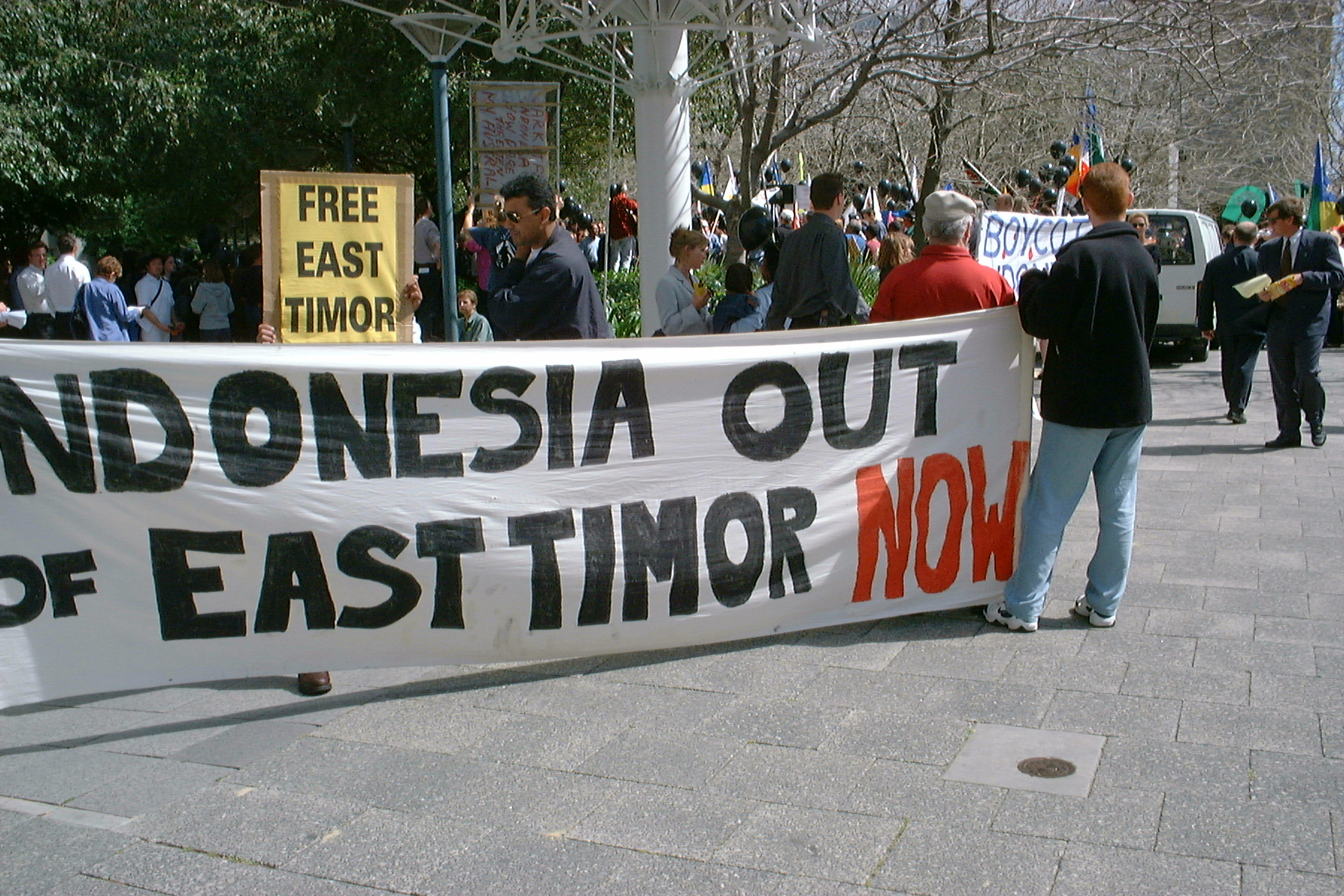
Демонстрации против индонезийской оккупации, 10 сентября. 1999 года

По мере роста политической нестабильности УДТ (не без помощи Индонезии) организовал переворот, однако ФРЕТИЛИН удалось взять бразды правления в свои руки. Несмотря на это, независимость так и не была провозглашена — 7 декабря 1975 года войска Индонезии перешли границу. В военном вторжении в разное время участвовало от 20 до 40 тысяч солдат. В стране началась кровопролитная гражданская война между сторонниками и противниками независимости. В результате боевых действий, голода и эпидемий погибло около одной трети населения бывшей колонии (более 200 тысяч человек), а 17 июля 1976 года Восточный Тимор был включён в состав Индонезии в качестве 27-й провинции. ООН не признала Тимор 27-й провинцией Индонезии, но оккупанты оставили без внимания резолюции, требовавшие вывода войск.
Стали осуществляться меры по индонезианизации территории, но сопротивление, в том числе вооружённое, не прекращалось. Происходили демонстрации тиморских студентов и молодёжи против новых властей. Бойцы ФРЕТИЛИН попытались оказать сопротивление, но силы были слишком неравны. Преподавание португальского языка в школах запретили, повсеместно вводилась жёсткая цензура. За время индонезийской оккупации было убито и умерло от голода более 200 000 тиморцев.
Начиная с 1982 г., сменявшие друг друга Генеральные секретари ООН проводили переговоры с Индонезией и Португалией, пытаясь восстановить независимость оккупированных территорий.

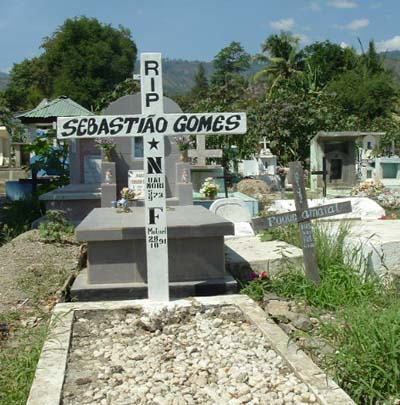
Массовое убийство на кладбище Санта-Круш произошло во время мемориальной процессии до могилы Себастьяна Гомиша

12 ноября 1991 года во время мемориальной мессы на кладбище в Дили по убитому индонезийскими войсками юноше 200 индонезийских солдат открыли огонь по толпе, убив по меньшей мере 250 тиморцев.
Свидетельские показания иностранцев быстро дошли до международных новостных организаций, а видеозапись расстрела много раз транслировали по телевидению. В США была основана и вскоре открыла отделения в десяти городах страны East Timor Action Network (сейчас East Timor and Indonesia Action Network, ETAN). Другие группы солидарности появились в Австралии, Бразилии, Германии, Ирландии, Малайзии, Португалии и Японии.
Однако лишь в 1999 году серьёзные политические изменения в самой Индонезии привели к принятию исторического решения. После падения режима Сухарто в результате массовых выступлений, а также под давлением мирового общественного мнения новый президент Индонезии Хабиби был вынужден объявить о проведении референдума по вопросу самоопределения Восточного Тимора.
Миссией ООН было зарегистрировано 451 792 гражданина, имевших право голоса, но затем работа контролёров была нарушена дестабилизирующими действиями вооружённых формирований поддерживавших идею союза с Индонезией.
И все же 30 августа 1999 года жители Восточного Тимора проголосовали. В референдуме приняло участие более 98 % зарегистрированных граждан, имевших право голоса. Результатом голосования стала полная победа сторонников независимости. Более 344 850 человек (78,5 % проголосовавших) высказалось в поддержку независимости, а остаться в составе Индонезии предпочли всего 94 388 человек (21,5 % проголосовавших), что привело к новой вспышке насилия в Восточном Тиморе.
С апреля страну охватил острый политический кризис. Проиндонезийские военизированные формирования — прежде всего Aitarak Эурику Гутерриша — при поддержке администрации губернатора Абилиу Жозе Озориу Суареша начали боевые действия, более 500 000 человек стали беженцами, многих из них насильно переселили в Западный Тимор. Уже 6 сентября большинство международных наблюдателей, персонал миссии ООН и журналисты были эвакуированы. Индонезийское правительство не смогло восстановить порядок.
Несмотря на давление общественности, собравшийся на заседание 5 сентября Совет Безопасности ООН не стал вводить в Тимор подчинённые ему войска, так как индонезийское правительство утверждало, что сможет взять ситуацию под контроль с помощью собственных войск численностью 20 000 чел.

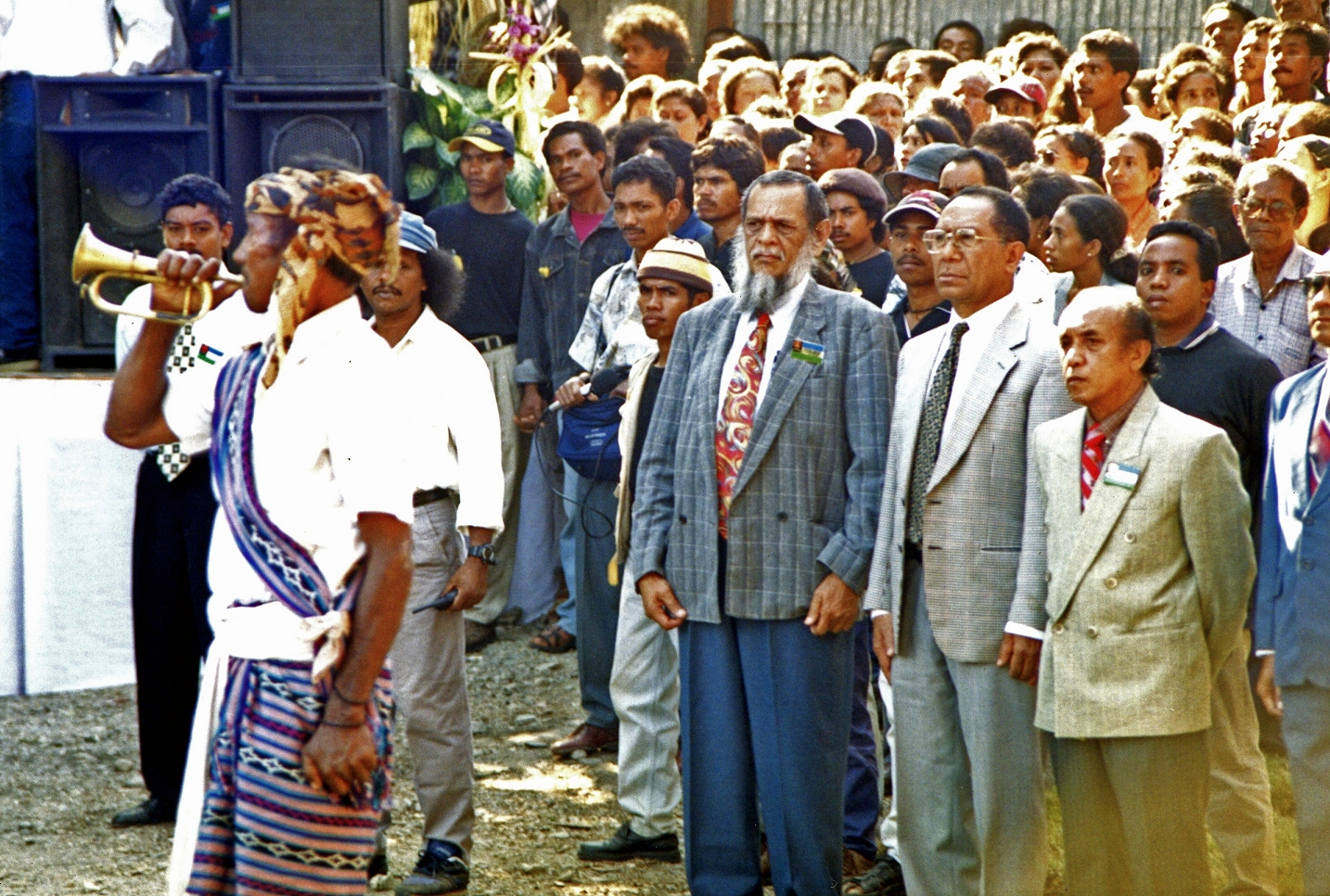
Мануэль Карраскалао на митинге перед референдумом о независимости Восточного Тимора в 1999 году

12 сентября 1999 г. правительство Индонезии согласилась на ввод в Восточный Тимор международного миротворческого контингента. Войска (в основном, австралийские) стали прибывать 20 сентября, тогда же начались поставки гуманитарной помощи.
Когда контроль над территорией Восточного Тимора перешёл к ООН, войска Индонезии были выведены. Другие районы страны тоже стали требовать независимости, так что целостность страны оказалась под угрозой.

## Независимость
Первым президентом Восточного Тимора в апреле 2002 года был избран Шанана Гужман. В ночь на 20 мая 2002 года бывшая португальская колония официально была объявлена независимым государством.
В 2004 году Австралия в ходе переговоров с Восточным Тимором о разделе нефтегазового месторождения прослушивала восточнотиморские правительственные помещения. Заключённый в результате этих переговоров договор был впоследствии пересмотрен в пользу Восточного Тимора.

## Кризис 2006 года

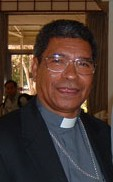
Архиепископ Карлуш Белу, лауреат
Нобелевской премии 1996 года

20 мая 2006 года, в годовщину независимости от Индонезии, немалая часть армии ДРВТ (593 человека из 1433) потребовала смягчения правил армейского устава. 
Бригадный генерал Таур Матан Руак уволил смутьянов, но они покинули казармы с оружием в руках. Затем к антиправительственным силам присоединилось подразделение военной полиции под командованием майора Алфреду Рейнаду, вскоре укрывшееся в горах к юго-западу от столицы.
Начался всеобщий бунт, война всех против всех. Бунт против преобладающей народности тетум сдерживался миротворцами четырёх стран.
Гужман отказался баллотироваться на новый срок на президентских выборах в апреле 2007 года. Президентом был избран Жозе Рамуш-Орта, а Гужман стал премьер-министром.
Но укрывавшийся по-прежнему в горах Алфреду Рейнаду отказывался сдаваться. По официальной версии, 11 февраля 2008 года группа военнослужащих, возглавляемая Рейнаду, проникла в резиденцию президента Рамуш-Орты. Смена караула, прибывшая в резиденцию, обнаружила там подозрительных вооруженных лиц и открыла огонь. В перестрелке Рейнаду и один из его сообщников были убиты. Услышав выстрелы, президент поспешил к резиденции, вблизи которой он был обстрелян и получил два ранения. Нападавшие мятежники поспешно скрылись. Узнав о случившемся, премьер-министр Гужман также немедленно поспешил к месту событий, но его автомобиль подвергся обстрелу со стороны другой группы мятежников. Премьер-министр не пострадал, а тяжело раненый Рамуш-Орта был отправлен самолетом на лечение в Австралии. По неофициальной версии, Рейнаду в течение продолжительного времени гостил в резиденции президента для ведения переговоров. Услышав стрельбу, он выбежал из резиденции был убит выстрелами в упор предположительно военнослужащими правительственных сил, которые ранили и самого президента, а покушение на Гужмана было инсценировкой. 
После этих событий был введён режим «усиленного чрезвычайного положения», были арестованы свыше двухсот человек, включая парламентариев и журналистов.

## Положение сегодня

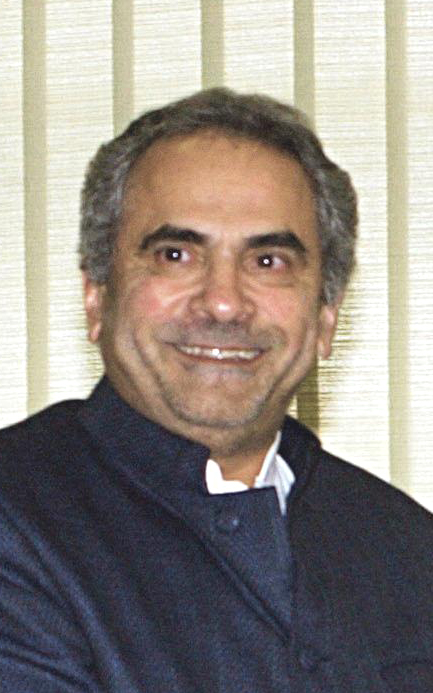
Рамуш-Орта, Жозе, лауреат Нобелевской премии 1996 года, бывший премьер-министр и президент Восточного Тимора

Сегодня независимый Восточный Тимор пытается восстанавливать разрушенное. Но сделать это непросто, поскольку Тимор является одной из самых бедных стран Азии, практически не располагает полезными ископаемыми и промышленностью. Кроме восстановления экономики, требуется создать работающую политическую систему и законы, способные обеспечить в стране стабильность и поступление иностранных инвестиций. Основная надежда государства — богатое месторождение природного газа у берегов острова Тимор.
На состоявшихся 16 апреля 2012 года президентских выборах победу одержал генерал Таур Матан Руак. Его основным соперником был Франсишку Гутерриш..
На президентских выборах 2017 года победил Франсишку Гутерриш. В 2022 году Жозе Рамуш-Орта вновь принял участие в президентских выборах и был избран.